# دهستان مود
دهستان مود، دهستانی از بخش مود شهرستان سربیشه واقع در استان خراسان جنوبی است. جمعیت این دهستان، بر اساس سرشماری سال ۱۳۸۵، بالغ بر ۴۴۰۳ نفر می‌باشد.